# Marcos López (football, 1999)
Pour les articles homonymes, voir Marcos López.
Marcos Johan López Lanfranco, né à Callao le 20 novembre 1999, est un footballeur international péruvien qui évolue au poste d'arrière gauche au FC Copenhague.

## Biographie

### Carrière en club

#### U. San Martin (2016-2017)
Formé à l'Universidad San Martín de Porres, Marcos López est promu dans l'équipe première du club en 2016.  

#### Sporting Cristal (2017-2018)
En 2017, il rejoint le Sporting Cristal et remporte le championnat du Pérou en 2018. 

#### San José Earthquakes (2019-2020)
Il s'expatrie aux États-Unis afin de jouer pour les Earthquakes de San José en 2019. Il joue son premier match en MLS le 3 mars 2019, lors de la réception de l'Impact de Montréal (défaite 1-2). Il inscrit son premier but dans ce championnat le 4 octobre 2020, lors de la réception du Galaxy de Los Angeles (victoire 2-1). Il est également prêté pour un match en mars 2020 au Reno 1868 FC avec qui il joue face au Defiance de Tacoma dans une victoire 3-1.

#### Feyenoord Rotterdam (2022-2024)
En 2022, il est transféré au Feyenoord Rotterdam. Il y est sacré champion des Pays-Bas en 2023. Le 25 octobre 2023, il dispute son tout premier match de Ligue des champions de l'UEFA (édition 2023-24) à l'occasion de la réception de la SS Lazio (victoire 3-1).

#### FC Copenhague (2024-)
Le 22 août 2024, le F.C. Copenhague et Feyenoord Rotterdam concluent un accord de prêt avec option d'achat pour l'arrière latéral péruvien Marcos López. Il y portera le numéro 15.

### Carrière en équipe nationale
International péruvien, Marcos López est convoqué pour la première fois en équipe nationale à l'occasion d'un match amical face à l'Allemagne, le 9 septembre 2018 (défaite 2-1). 
Il participe depuis 2020 aux éliminatoires de la Coupe du monde 2022 puis à la Copa América 2021 qui voit le Pérou se hisser en demi-finales.

## Statistiques

### En sélection nationale
| Saison                | Sélection             | Phases finales        | Phases finales | Phases finales | Phases finales | Éliminatoires CDM | Éliminatoires CDM | Éliminatoires CDM | Matchs amicaux | Matchs amicaux | Matchs amicaux | Total | Total | Total |
| Saison                | Sélection             | Compétition           | M              | B              | Pd             | M                 | B                 | Pd                | M              | B              | Pd             | M     | B     | Pd    |
| --------------------- | --------------------- | --------------------- | -------------- | -------------- | -------------- | ----------------- | ----------------- | ----------------- | -------------- | -------------- | -------------- | ----- | ----- | ----- |
| 2018-2019             | Pérou                 | -                     | -              | -              | -              | -                 | -                 | -                 | 2              | 0              | 0              | 2     | 0     | 0     |
| 2019-2020             | Pérou                 |                       | -              | -              | -              | -                 | -                 | -                 | 0              | 0              | 0              | 0     | 0     | 0     |
| 2020-2021             | Pérou                 | Copa América 2021 4e  | 4              | 0              | 0              | 4                 | 0                 | 0                 | -              | -              | -              | 8     | 0     | 0     |
| 2021-2022             | Pérou                 |                       | -              | -              | -              | 8                 | 0                 | 0                 | 2              | 0              | 0              | 10    | 0     | 0     |
| 2022-2023             | Pérou                 |                       | -              | -              | -              | -                 | -                 | -                 | 7              | 0              | 0              | 7     | 0     | 0     |
| 2023-2024             | Pérou                 | Copa América 2024     | 3              | 0              | 0              | 5                 | 0                 | 0                 | 3              | 0              | 0              | 11    | 0     | 0     |
| 2024-2025             | Pérou                 | -                     | -              | -              | -              | 7                 | 0                 | 0                 | -              | -              | -              | 7     | 0     | 0     |
| Total sur la carrière | Total sur la carrière | Total sur la carrière | 7              | 0              | 0              | 24                | 0                 | 0                 | 14             | 0              | 0              | 45    | 0     | 0     |

## Palmarès
| Sporting Cristal - Championnat du Pérou (1) : - Champion : 2018. |  | Feyenoord Rotterdam - Championnat des Pays-Bas (1) : - Champion : 2023. |